# Hisonotus iota
Hisonotus iota es una pequeña especie de pez loricárido de agua dulce que integra el género Hisonotus. Este siluriforme habita en aguas templado-cálidas del centro-este de América del Sur.

## Taxonomía
Esta especie fue descrita originalmente en el año 2009 por los ictiólogos brasileños Tiago Pinto Carvalho y Roberto Esser dos Reis, con el mismo nombre científico.
Localidad tipo
La localidad tipo referida es: “río Chapecó (cuenca del río Uruguay), en las coordenadas: 26°51′26″S 52°44′29″O / -26.85722, -52.74139, en Vila Sao Miguel, en el camino de Coronel de Freitas a Quilombo, estado de Santa Catarina Río Grande del Sur, Brasil”.
Holotipo
El ejemplar holotipo designado es el catalogado como: MCP 42575, una hembra adulta la cual midió 33,4 mm. Fue colectada el 23 de enero de 2006, por C. A. S. Lucena, V. A. Bertaco, E. H. L. Pereira y J. F. P. Silva. Los paratipos fueron los catalogados como: ANSP 187472 y MCP 40029, los que fueron colectado con el holotipo.
Etimología
Etimológicamente el término genérico Hisonotus se construye con palabras en el idioma griego, en donde: isos significa ‘igual’ y noton es ‘espalda’ o ‘dorso’.
El epíteto específico iota es una palabra griega que significa ‘diminuto’, y se relaciona al pequeño tamaño de esta especie, comparándola con las otras integrantes del género. Es un sustantivo en aposición.

## Distribución y hábitat
Esta especie se encuentra del centro-este de América del Sur, específicamente en el estado de Santa Catarina, en el sudeste del Brasil. Fue colectada entre la vegetación acuática sumergida del río Chapecó, en un sector en donde este es ancho y poco profundo, con una corriente rápida de aguas claras y fondo rocoso. Este curso fluvial posee aguas subtropicales y pertenece a la sección superior de la cuenca del río Uruguay, perteneciente a la cuenca del Plata.
Ecorregionalmente es un endemismo de la ecorregión de agua dulce Uruguay superior.